# Villadia calicola
Villadia calicola là một loài thực vật có hoa trong họ Crassulaceae. Loài này được (B.L. Rob. & Greenm.) H. Jacobsen miêu tả khoa học đầu tiên năm 1958.